# لوحة رقمية
اللوحة الرقمية هي لوحة تقوم بعرض صور رقمية يتم تغييرها كل عدة ثوانٍ قليلة. ويتم استخدام اللوحات الرقمية بشكل أساسي في الدعاية، إلا أنها يمكن أن تستخدم كذلك لأغراض الخدمة العامة.

## المخاوف المتعلقة بالأمان
أثيرت مخاوف تتعلق بالأمان على الطرق عند وجود اللوحات الرقمية. وقد قامت إدارة الطرق السريعة الفيدرالية (FHWA) بإجراء دراسة لمراجعة تأثيرات اللوحات الإلكترونية (EBBs) على معدلات التصادم. ووفقًا لإدارة الطرق السريعة، يبدو أنه لا توجد تقنية أو أسلوب مناسب لتقييم تأثيرات السلامة المتعلقة باللوحات الإلكترونية على انتباه السائقين أو تشتيت انتباههم.